# 라귄주

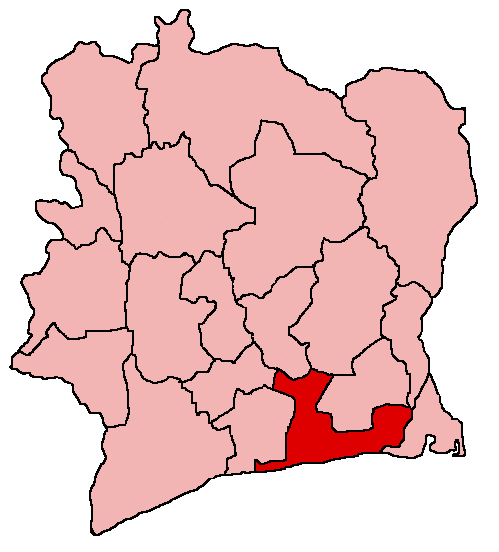
라귄주

라귄주(프랑스어: Lagunes)는 코트디부아르에 존재했던 행정 구역이다. 주도는 아비장이며 면적은 14,200km2, 인구는 4,210,200명(2002년 기준)이었다. 주 이름은 프랑스어로 "석호"를 뜻하며 6개의 하위 행정 구역(아비장, 알레페, 다부, 그랑라후, 자크빌, 티아살레)을 관할했다.